# Андж-Поль
Андж-Поль (перс. انج پل) — село в Ірані, у дегестані Паїн-Хіябан-е Літкух, у Центральному бахші, шагрестані Амоль остану Мазендеран. За даними перепису 2006 року, його населення становило 310 осіб, що проживали у складі 79 сімей.

## Клімат
Середня річна температура становить 16,82 °C, середня максимальна – 30,90 °C, а середня мінімальна – 3,81 °C. Середня річна кількість опадів – 898 мм.
| Клімат поселення                              | Клімат поселення | Клімат поселення | Клімат поселення | Клімат поселення | Клімат поселення | Клімат поселення | Клімат поселення | Клімат поселення | Клімат поселення | Клімат поселення | Клімат поселення | Клімат поселення | Клімат поселення |
| Показник                                      | Січ.             | Лют.             | Бер.             | Квіт.            | Трав.            | Черв.            | Лип.             | Серп.            | Вер.             | Жовт.            | Лист.            | Груд.            |                  |
| Середній максимум, °C                         | 10,98            | 11,39            | 14,02            | 19,84            | 23,51            | 27,26            | 30,71            | 30,90            | 28,16            | 23,42            | 18,10            | 13,84            |                  |
| Середня температура, °C                       | 7,40             | 7,80             | 10,43            | 16,26            | 19,93            | 23,68            | 25,91            | 26,12            | 23,36            | 18,62            | 13,31            | 9,05             |                  |
| Середній мінімум, °C                          | 3,81             | 4,21             | 6,85             | 12,67            | 16,34            | 20,10            | 21,10            | 21,31            | 18,56            | 13,82            | 8,50             | 4,25             |                  |
| Норма опадів, мм                              | 94               | 73               | 63               | 31               | 29               | 25               | 22               | 51               | 99               | 159              | 134              | 118              |                  |
| Середньомісячна швидкість вітру, м/с          | 1.95             | 2.50             | 2.50             | 2.32             | 2.35             | 2.59             | 2.60             | 2.14             | 2.00             | 1.90             | 2.00             | 2.04             |                  |
| Середньомісячна сонячна радіація, кДж/м²·день | 8318             | 10374            | 12447            | 15799            | 19799            | 21718            | 21558            | 18870            | 15389            | 12035            | 9593             | 7812             |                  |
| --------------------------------------------- | ---------------- | ---------------- | ---------------- | ---------------- | ---------------- | ---------------- | ---------------- | ---------------- | ---------------- | ---------------- | ---------------- | ---------------- | ---------------- |
| Джерело:                                      |                  |                  |                  |                  |                  |                  |                  |                  |                  |                  |                  |                  |                  |